# Opération point à point
 (octobre 2024).
Si vous disposez d'ouvrages ou d'articles de référence ou si vous connaissez des sites web de qualité traitant du thème abordé ici, merci de compléter l'article en donnant les références utiles à sa vérifiabilité et en les liant à la section « Notes et références ».
Une opération point à point consiste à appliquer une fonction identique sur chaque pixel d'une image numérique. 

## Liste des opérations
Certaines opérations ne prennent en entrée qu'une image, d'autres deux images. Elles fournissent toutes une seule image en sortie.

### Opérations booléennes
C'est une fonction logique qui est appliquée sur la valeur (convertie en binaire) du pixel :
- Non (Not)
- Et (And)
- Non-et (Nand/And not)
- Ou (Or)
- Non-ou (Nor/Not or)
- Ou exclusif (Xor)
- Non-ou exclusif (Xnor)

### Opérations arithmétiques
On peut transcrire une image en un tableau de pixel, chaque pixel étant un tableau de trois valeurs correspondant aux trois couleurs Rouge, Vert, Bleu. On peut alors appliquer une fonction arithmétique à chaque valeur du tableau de tableaux. Par exemple:
- Négation (inverse le signe des valeurs de l'image)
- Valeur absolue (la valeur absolue des valeurs de l'image)
- Addition (additionne les valeurs d'une image aux valeurs d'une seconde image)
- Soustraction (soustrait les valeurs d'une image aux valeurs d'une seconde image)
- Multiplication
- Division
- Maximum
- Minimum

...

### Courbes (ouMapping)
À chaque valeur d'entrée correspond une valeur de sortie.
À titre d'exemple, l'effet "gravure" utilise l'opérateur gradient sur un ensemble de pixels voisins.